# Дивный (Ростовская область)
Дивный — посёлок в Аксайском районе Ростовской области. Входит в состав Истоминского сельского поселения.

## География
Расположен в 25 км (по дорогам) юго-восточнее районного центра — города Аксай. Посёлок расположен на берегу Азовского распределительного канала.
Рядом с посёлком проходит граница с Кагальницким районом области.

### Улицы
| - пер. Вишневый, - пер. Западный, - пер. Мирный, - пер. Садовый, - пер. Соленый, - пер. Солнечный, - пер. Центральный, - пер. Школьный, | - ул. 87 Дивизии, - ул. Дружбы, - ул. Ленина, - ул. Набережная, - ул. Победы, - ул. Привольная, - ул. Советская. |

## История
В 1927 году на территории нынешнего поселка Дивный была исправительная женская трудовая колония ГУЛАГ. В 1948 году рядом появилась мужская колония. В 1953 году колонии расформировали и на месте подсобного хозяйства организовали совхоз Ольгинский.
В 1987 г. указом ПВС РСФСР поселку Ольгинского овощесовхоза присвоено наименование Дивный.

## Население
| 1989 | 2002  | 2010  |
| ---- | ----- | ----- |
| 1062 | ↗1206 | ↘1119 |

## Инфраструктура
Вместе с другими основными средствами селу были переданы детский сад, школа, больница. В 1961 году построили новый детский сад МБДОУ № 31 «Дюймовочка» на 100 мест. В 1974 году была введена в строй новая школа на 320 мест, сегодня это — МБОУ Дивненская средняя образовательная школа.
В 1985 году, после капитального ремонта бывшего здания старой школы, там открыли амбулаторию.
Сельский Дом Культуры поселка Дивный построен в 1957 году. В бывшем здании администрации села расположены: филиал МБУК ИСП «Дорожной СБ», библиотека СБ поселка Дивный, где оборудован библиотечно-информационный центр. В поселке Дивный есть отделение социального обслуживания граждан пожилого возраста и инвалидов № 14, основанное в 1989 году.Сейчас под названием "ЦГПВ и И"осо номер 10.